# The Temptations Sing Smokey
The Temptations Sing Smokey es el segundo álbum de The Temptations publicado en 1965 por la compañía Motown. Las canciones que forman este trabajo fueron escritas y producidas por Smokey Robinson, en colaboración con otros miembros de The Miracles.
Varias de las canciones son covers de Robinson que producía para The Maricles o Mary Wells, mientras que el resto fueron grabadas originalmente por The Temptations. Contiene los siguientes éxitos: "The Way You Do the Things You Do" que Eddie Kendricks fue la voz principal, los dos siguientes singles fueron cantados por el nuevo integrante de Los Temptations David Ruffin  "It's Growing" y "My Girl"

## Lista de canciones
Superíndices denotan a los cantantes líderes para cada pista: (a) David Ruffin, (b) Eddie Kendricks, (c) Paul Williams, (d) Melvin Franklin, (e) Otis Williams, (f) Temptations ensemble.
Toda las selecciones producidas por Smokey Robinson.
Lado uno
1. "The Way You Do the Things You Do" (Smokey Robinson, Robert Rogers) b
2. "Baby, Baby I Need You" (Robinson) f, c, b
3. "My Girl" (Robinson, Ronald White) a
4. "What Love Has Joined Together" (Robinson, Rogers) b
5. "You'll Lose a Precious Love" (Robinson) a, d
6. "It's Growing" (Robinson, Warren Moore) a

Lado dos
1. "Who's Lovin' You" (Robinson) a
2. "What's So Good About Good Bye" (Robinson) b
3. "You Beat Me to the Punch" (Robinson, White) c
4. "Way Over There" (Berry Gordy, Jr., Robinson) b
5. "You've Really Got a Hold on Me" (Robinson) b, a, c
6. "(You Can) Depend on Me" (Gordy, Robinson) b, e

Grabaciones inéditas de la sesiones de "Sing Smokey":
- "What's Easy for Two Is So Hard for One" (Robinson) c
- "Happy Landing" (Robinson, White) b

Posterior mente se han lanzado ambas canciones

## Personal
- David Ruffin: vocals (todas las pistas excepto "Baby, Baby I Need You")
- Eddie Kendricks: vocalista
- Paul Williams: vocalista
- Melvin Franklin: vocalista
- Otis Williams: vocalista
- Elbridge "Al" Bryant: vocalista ("Baby, Baby I Need You")
- The Andantes: background vocalista ("It's Growing")
- Smokey Robinson: productor, productor ejecutivo del álbum

## Lista e historia de los sencillos
| Título                                                                                   | Información |
| ---------------------------------------------------------------------------------------- | --- |
| "The Way You Do the Things You Do"                                                       | - Gordy single 7028, 23 de enero de 1964 - Lado B: "Just Let Me Know" (grabado en 1963; para Meet The Temptations) |
| "Baby, Baby I Need You" (grabado en 1963; Lado B de "Girl (Why You Wanna Make Me Blue)") | - Gordy single 7035, 20 de agosto de 1964                                                                          |
| "My Girl"                                                                                | - Gordy single 7038, 21 de diciembre de 1964 - Lado B: "(Talking 'Bout) Nobody But My Baby" (non album side)       |
| "It's Growing"                                                                           | - Gordy single 7040, 18 de marzo de 1965 - Lado B: "What Love Has Joined Together"                                 |
| "You'll Lose a Precious Love" (Lado B of "Ain't Too Proud to Beg")                       | - Gordy single 7057, 3 de mayo de 1966                                                                             |

| Nombre                             | Lista (1964–1965)          | Ranking posición |
| ---------------------------------- | -------------------------- | ---------------- |
| The Temptations Sing Smokey        | U.S. Billboard Pop Albums  | 35               |
| The Temptations Sing Smokey        | U.S. Top R&B Albums        | 1                |
| "The Way You Do the Things You Do" | U.S. Billboard Pop Singles | 11               |
| "The Way You Do the Things You Do" | U.S. CashBox R&B Singles   | 1                |
| "Baby, Baby I Need You"            | U.S. Billboard Pop Singles | -                |
| "My Girl"                          | U.S. Billboard Pop Singles | 1                |
| "My Girl"                          | U.S. Billboard R&B Singles | 1                |
| "It's Growing"                     | U.S. Billboard Pop Singles | 18               |
| "It's Growing"                     | U.S. Billboard R&B Singles | 3                |
| "What Love Has Joined Together"    | U.S. Billboard Pop Singles |                  |
| "What Love Has Joined Together"    | U.S. Billboard R&B Singles |                  |